# Psychologische Grundbedürfnisse
Psychologische Grundbedürfnisse sind Anforderungen, die zu Wohlbefinden, Motivation und persönlichem Wachstum führen können, wenn sie erfüllt sind. Die Erfüllung dieser Bedürfnisse führt zu intrinsischer Motivation. Bleiben sie über längere Zeit unerfüllt, kann dies hingegen zu Unzufriedenheit führen.
Die psychologischen Grundbedürfnisse haben ihre Wurzeln in mehreren theoretischen Ansätzen, die sich im Laufe des 19. Jahrhunderts entwickelten (siehe: Entstehung). Die am häufigsten genannten psychologischen Grundbedürfnisse entstammen der Self-Determination Theory (SDT) von Richard M. Ryan und Edward L. Deci und sind Autonomie, Kompetenz und soziale Eingebundenheit. In der Konsistenztheorie nach Klaus Grawe werden andere vier gleichrangige psychologische Grundbedürfnisse genannt: Orientierung und Kontrolle, Lustgewinn und Unlustvermeidung, Bindung sowie Selbstwerterhöhung. Darüber hinaus identifizierten Sheldon et al. in ihrer Forschung zehn psychologische Bedürfnisse, auch 10 candidate psychological needs genannt, die sie als besonders relevant für das menschliche Wohlbefinden ansahen: Autonomie, Kompetenz, soziale Eingebundenheit, Selbstwert, Selbstaktualisierung, physisches Wohlbefinden, Lustgewinn, Sicherheit, Popularität und finanzieller Luxus. Allgemein gilt: Die Befriedigung der psychologischen Grundbedürfnisse ist wesentlich für die psychische Gesundheit und das Wohlbefinden des Menschen. Sie führt weiters zu positiven Gefühlen wie Freude, Zufriedenheit oder Stolz.

## Entstehung
Das Konzept der psychologischen Grundbedürfnisse hat seine Wurzeln in der humanistischen Psychologie, die insbesondere von Abraham Maslows Bedürfnishierarchie, auch Bedürfnispyramide genannt, beeinflusst wurde. Maslow betrachtete Bedürfnisse als hierarchisch geordnet und betonte, dass psychologische Bedürfnisse wie soziale Bindung, Anerkennung und Selbstverwirklichung erst dann in den Vordergrund treten, wenn grundlegende physiologische und Sicherheitsbedürfnisse befriedigt sind. Psychologische Bedürfnisse finden sich in Maslows Bedürfnishierarchie auf den Ebenen der sozialen Bedürfnisse, der Individualbedürfnisse sowie der Selbstverwirklichung, die die Spitze der Pyramide bildet. Allerdings wird Maslows Modell zunehmend kritisch betrachtet, da neuere empirische Untersuchungen zeigen, dass Bedürfnisse nicht immer stufenweise befriedigt werden müssen. Forschungsergebnisse deuten darauf hin, dass Menschen auch nach mehreren Bedürfnissen gleichzeitig oder in anderer Reihenfolge streben können. Die SDT entwickelte diese Ideen weiter, indem sie diese in einen breiteren Rahmen integrierte, der die angeborenen psychologischen Bedürfnisse als wesentlich für Motivation und Wohlbefinden betrachtet. Zudem unterscheidet sich die SDT von Maslows Modell, da sie keine Hierarchie annimmt, sondern die Bedürfnisse als gleichwertig und interdependent ansieht. Diese Entwicklungen zeigen, dass sich das Verständnis psychologischer Grundbedürfnisse von einer streng hierarchischen Struktur zu einem gleichberechtigteren Modell gewandelt hat. Einen weiteren wichtigen Einfluss hatte Robert White, der um 1959 das Konzept der Effektanz entwickelte. Das Konzept beschreibt die intrinsische Motivation ein Gefühl von Kompetenz zu entwickeln. Diese Idee wurde später in die SDT integriert. Weiters beeinflussten Arbeiten von Richard DeCharms um 1968 mit seinem Konzept der personal causation das Verständnis des Bedürfnisses nach Autonomie. Auch die Theorie der gelernten Bedürfnisse nach David McClelland lieferte wichtige Impulse für die Forschung zu Bedürfnissen. Er identifizierte drei Motivatoren, die im Laufe des Lebens gelernt werden und Menschen antreiben: Das Bedürfnis nach Leistung, nach Macht und nach Zugehörigkeit. Ähnlich wie bei der SDT haben diese Bedürfnisse Auswirkungen auf unser Wohlbefinden und unsere Leistung, sind dafür jedoch nicht essenziell.

## Definitionen der verschiedenen psychologischen Grundbedürfnisse

### Psychologische Grundbedürfnisse laut Self-Determination Theory (SDT)
Die SDT beruht auf der Annahme, dass menschliches Verhalten von intrinsischer Motivation getrieben wird, die auf diesen angeborenen psychologischen Bedürfnissen beruht. Deci und Ryan betonen, dass diese Grundbedürfnisse nicht nur kulturübergreifend, sondern auch für alle Entwicklungsstufen des Lebens universell sind. Zudem argumentieren sie, dass diese Bedürfnisse in einem organismischen Ansatz eingebettet sind, der den Menschen als aktives, selbstbestimmtes Wesen sieht, das versucht, Herausforderungen zu meistern und ein kohärentes Selbst zu entwickeln. Die SDT geht über traditionelle mechanistische Ansätze hinaus, indem sie die aktive Rolle des Individuums betont. Sie schlägt vor, dass Menschen vor allem durch die Befriedigung dieser Grundbedürfnisse zu nachhaltiger Motivation und positiver Entwicklung gelangen. Bei der Autonomie handelt es sich um das Bedürfnis, eigenverantwortlich und selbstbestimmt handeln zu können. Autonomie ist nicht mit Unabhängigkeit gleichzusetzen: Gemeint ist vielmehr das Gefühl, dass Handlungen aus eigenem Willen und nicht durch externe Zwänge erfolgen. Das Autonomiebedürfnis wird am ehesten erfüllt, wenn Menschen Entscheidungen entsprechend ihrer eigenen Werte und Interessen treffen können. Bei dem Bedürfnis Kompetenz möchte man sich fähig und effektiv in den eigenen Handlungen fühlen. Deci und Ryan heben hervor, dass Menschen Herausforderungen suchen, die sie bewältigen können. Zudem ist die Erfahrung von Erfolg ein entscheidender Faktor für die Aufrechterhaltung von Motivation. Das Kompetenzbedürfnis wird in Umgebungen gefördert, die konstruktives Feedback und angemessene Unterstützung bieten. Die soziale Eingebundenheit bezieht sich auf das Bedürfnis nach Zugehörigkeit und zwischenmenschlichen Beziehungen. Zudem ist es für dieses Bedürfnis wichtig, positive Beziehungen aufzubauen und sich als Teil einer Gemeinschaft zu fühlen. Befriedigt wird das Bedürfnis durch unterstützende soziale Interaktionen und Beziehungen. Laut den Forschern Richard M. Ryan und Edward L. Deci gelten diese Bedürfnisse als empirisch validiert und sind kulturübergreifend gültig. Die SDT unterscheidet sich von anderen Motivationstheorien durch ihre Charakterisierung der psychologischen Grundbedürfnisse als angeborene und universelle Faktoren.

### Psychologische Grundbedürfnisse laut Konsistenztheorie
Klaus Grawe betont in seiner Konsistenztheorie, dass diese Bedürfnisse zentrale Antriebskräfte des menschlichen Verhaltens darstellen und, dass ihre Erfüllung essenziell für die psychische Gesundheit ist. Die Verletzung oder chronische Nicht-Erfüllung dieser Bedürfnisse kann laut Grawe zu psychischen Störungen und negativen emotionalen Zuständen führen. Grawe verband diese Bedürfnisse mit neurobiologischen Prozessen und zeigte, wie das Gehirn auf ihre Erfüllung oder Nicht-Erfüllung reagiert. Diese Erkenntnisse fanden breite Anwendung in der Neuropsychotherapie. Das Bedürfnis nach Orientierung und Kontrolle umfasst den Wunsch nach Überblick und Sicherheit in Bezug auf das eigene Leben und Umfeld. Es beschreibt das Streben nach Vorhersehbarkeit und Stabilität, um Unsicherheiten zu minimieren. Bei dem Bedürfnis nach Lustgewinn und Unlustvermeidung handelt es sich um das menschliche Streben, angenehme Erfahrungen zu machen und unangenehme Erfahrungen zu vermeiden. Grawe argumentiert, dass dieses Bedürfnis tief in den neurobiologischen Belohnungssystemen des Gehirns verankert ist. Bindung bezeichnet in der Konsistenztheorie den Wunsch nach engen zwischenmenschlichen Beziehungen und emotionaler Verbundenheit. Es wird durch das Vertrauen und die emotionale Verbundenheit zu anderen erfüllt. Bei dem Bedürfnis der Selbstwerterhöhung haben Menschen das Verlangen, sich selbst als kompetent wahrzunehmen und den eigenen Selbstwert zu schützen. Es spielt eine zentrale Rolle bei der Entwicklung eines positiven Selbstbildes.

### Zehn psychologische Bedürfnisse von Sheldon et al.
Die von Sheldon und Kollegen erfassten psychologischen Bedürfnisse wurden durch Studien in verschiedenen kulturellen Kontexten validiert. Die Bedürfnisse Autonomie, Kompetenz und soziale Eingebundenheit sind in ihrer Definitionen den Bedürfnissen der SDT sehr ähnlich. Selbstwert bezeichnet das Bedürfnis, sich selbst als wertvoll und kompetent wahrzunehmen. Es wird befriedigt, wenn Menschen Anerkennung für ihre Leistungen oder Eigenschaften erhalten. Selbstaktualisierung bezeichnet das Streben nach persönlichem Wachstum und Selbstverwirklichung. Diese wird erreicht, wenn Menschen sich persönlich weiterentwickeln und ihren Lebenszielen näher kommen. Physisches Wohlbefinden ist das Bedürfnis nach körperlicher Fitness und Gesundheit. Es wird durch Aktivitäten wie Bewegung und Erholung sowie einer gesunden Lebensweise erfüllt. Bei Lustgewinn handelt es sich um das Bedürfnis, neue und angenehme Erfahrungen zu machen. Es wird befriedigt, wenn Menschen Spaß, Freude oder neue Eindrücke erleben. Sicherheit ist das Bedürfnis nach Stabilität und Vorhersehbarkeit im Leben. Sicherheit wird gewährleistet, wenn Menschen sich in einer geschützten Umgebung befinden und keine existenzielle Bedrohung wahrnehmen. Popularität bezeichnet das Bedürfnis, von anderen gemocht und anerkannt zu werden. Es wird befriedigt, wenn Menschen soziale Anerkennung und Aufmerksamkeit erhalten. Finanzieller Luxus ist das Bedürfnis nach materiellen Ressourcen und Wohlstand. Es wird erfüllt, wenn Menschen finanziellen Komfort erleben und sich besondere materielle Dinge leisten können. Die Bedürfnisse wurden untersucht, indem Teilnehmende „satisfying events“ beschreiben sollten. Hierbei erwies sich Selbstwert als ebenso relevant für das Wohlbefinden wie Autonomie, Kompetenz und soziale Eingebundenheit. Bedürfnisse wie Popularität und finanzieller Luxus zeigten hingegen eine geringere Relevanz für das Wohlbefinden.

### McClellands Theorie der gelernten Bedürfnisse
David McClellands Theorie wurde in den 60er Jahren entwickelt und war eine der ersten, die Motivation als erlerntes Verhalten betrachtete. Er identifizierte drei zentrale psychologische Bedürfnisse, die im Laufe des Lebens gelernt werden und das Verhalten sowie die Motivation von Menschen beeinflussen. Das Leistungsbedürfnis umschreibt den Wunsch, Herausforderungen zu meistern und Erfolge zu erzielen. Menschen mit hohem Leistungsbedürfnis zeigen eine starke Präferenz für herausfordernde Aufgaben und bevorzugen klare Rückmeldungen zu ihren Leistungen. Das Machtbedürfnis bezeichnet das Bedürfnis, Einfluss auf andere auszuüben und die Kontrolle über Ressourcen zu haben. Es wird in zwei Formen unterteilt: Sozialisierte Macht, die das Wohl der Gruppe im Fokus hat, und persönliche Macht, die stärker auf individuelle Dominanz abzielt. Das Zugehörigkeitsbedürfnis beschreibt das Verlangen nach engen, positiven Beziehungen zu anderen. McClelland betont, im Gegensatz zur SDT, dass diese Bedürfnisse nicht angeboren sind, sondern durch Lebenserfahrungen und soziale Kontexte erlernt werden.

## Alltagsrelevanz
Die Erfüllung der psychologischen Grundbedürfnisse spielt eine zentrale Rolle für das Essverhalten von Kindern. Studien zeigen, dass Kinder, deren Eltern sich um ihre Bedürfnisse kümmern, seltener Essstörungen wie Bulimie oder Magersucht entwickeln. Auch in Lebensphasen, die durch Stress, Unsicherheiten oder belastende Herausforderungen geprägt sind, ist eine ausgereifte Resilienz entscheidend, um negative Emotionen angemessen und erfolgreich zu bewältigen. Resilienz oder auch Widerstandsfähigkeit lassen sich fördern, indem Individuen ihre psychologischen Grundbedürfnisse bewusst wahrnehmen und aktiv an deren Erfüllung arbeiten.
Auch der Zusammenhang zwischen psychologischen Grundbedürfnissen und emotionalem Tränenfluss wurde erforscht: Unerfüllte Bedürfnisse, wie nicht vorhandene soziale Eingebundenheit und dadurch eintretende Einsamkeit, können zu Trauer und emotionalem Tränenfluss führen. Gleichzeitig kann eine intensive Erfüllung von Bedürfnissen, wie ein besonders starkes Wahrnehmen von Harmonie, sogenannte Freudentränen hervorrufen. Dies verdeutlicht den Einfluss der psychologischen Grundbedürfnisse auf unsere Emotionen und unseren Alltag.
Die Erfüllung psychologischer Grundbedürfnisse gewinnt auch im Kontext der künstlichen Intelligenz (KI) zunehmend an Bedeutung. KI-Systeme werden bereits in zahlreichen Anwendungen eingesetzt, um menschliche Bedürfnisse zu erkennen und darauf einzugehen. KI kann das Bedürfnis nach Autonomie sowohl fördern als auch einschränken: Männliche Teilnehmer einer Studie verspürten eine höhere Autonomieerfüllung bei der Nutzung eines weiblichen KI-Assistenten mit geringer Eigenständigkeit, was auf traditionelle Geschlechterstereotypen zurückzuführen sein könnte. Während KI-Systeme das Bedürfnis nach Kompetenz durch personalisierte Lerninhalte und adaptive Bildungsprogramme steigern können, gibt es auch Bedenken, dass sie das Gefühl der Kompetenz mindern könnten, wenn sich Menschen zu sehr auf KI verlassen. KI-gestützte Chatbots und virtuelle Therapeuten bieten rund um die Uhr Unterstützung und können das Gefühl der Verbundenheit fördern, insbesondere für Menschen, die aufgrund sozialer oder geografischer Einschränkungen keinen Zugang zu traditioneller Therapie haben. KI kann unsere Grundbedürfnisse sowie unser Wohlbefinden maßgeblich beeinflussen, sowohl im beruflichen als auch im privaten Kontext.
Psychologische Grundbedürfnisse im Arbeitskontext sind für die Förderung des Wohlbefindens, der Motivation und des Unternehmenserfolgs der Mitarbeitenden von entscheidender Bedeutung. Verständnis darüber, wie diese Bedürfnisse am Arbeitsplatz befriedigt werden, liefert Einblicke in die Verbesserung des Mitarbeiterengagements und der Produktivität. Die Bedürfnisbefriedigung hängt maßgeblich von Arbeitsanforderungen, Jobressourcen und Führungsverhalten ab: Hohe Arbeitsbelastung, Zeitdruck und Rollenkonflikte sind mit einer niedrigeren Bedürfnisbefriedigung assoziiert, während Autonomie-unterstützende Führung, soziale Unterstützung und konstruktives Feedback die Erfüllung der Bedürfnisse fördert. Besonders die intrinsische Motivation von Arbeitnehmern hängt eng mit unseren psychologischen Bedürfnissen zusammen und korreliert positiv mit Arbeitsengagement, Jobzufriedenheit und Leistung. Unzureichend erfüllte Bedürfnisse führen zu Stress, Burnout und reduzierter Arbeitsmotivation.

## Neurobiologische Grundlagen
Neurowissenschaftliche Studien zeigen, dass die Befriedigung der psychologischen Grundbedürfnisse mit bestimmten Gehirnaktivitäten verbunden ist: Zufriedenheit durch Autonomie und die Erfüllung des Kompetenz-Bedürfnisses wird mit Aktivitäten im Striatum und der anterioren Insula in Verbindung gebracht. Auch in Bezug auf die soziale Eingebundenheit scheinen diese Gehirnregionen eine Rolle zu spielen, dies ist jedoch weniger erforscht. Studien mit bildgebenden Verfahren wie fNIRS (funktionelle Nahinfrarotspektroskopie) und EEG (Elektroenzephalografie) weisen darauf hin, dass auch Aktivitäten im medialen präfrontalen Cortex und im anterioren cingulären Cortex eine zentrale Rolle spielen. Diese Regionen sind unter anderem an der Verarbeitung von Konflikten beteiligt.